# Lijst van dwergboa's
Onderstaand een lijst van alle soorten dwergboa's (Tropidophiidae). Er zijn 35 verschillende soorten die verdeeld worden in twee geslachten. De lijst is gebaseerd op de Reptile Database.
- Soort Trachyboa boulengeri
- Soort Trachyboa gularis
- Soort Tropidophis battersbyi
- Soort Tropidophis bucculentus
- Soort Tropidophis canus
- Soort Tropidophis caymanensis
- Soort Tropidophis celiae
- Soort Tropidophis curtus
- Soort Tropidophis feicki
- Soort Tropidophis fuscus
- Soort Tropidophis galacelidus
- Soort Tropidophis grapiuna
- Soort Tropidophis greenwayi
- Soort Tropidophis haetianus
- Soort Tropidophis hardyi
- Soort Tropidophis hendersoni
- Soort Tropidophis jamaicensis
- Soort Tropidophis maculatus
- Soort Tropidophis melanurus
- Soort Tropidophis morenoi
- Soort Tropidophis nigriventris
- Soort Tropidophis pardalis
- Soort Tropidophis parkeri
- Soort Tropidophis paucisquamis
- Soort Tropidophis pilsbryi
- Soort Tropidophis preciosus
- Soort Tropidophis schwartzi
- Soort Tropidophis semicinctus
- Soort Tropidophis spiritus
- Soort Tropidophis steinleini
- Soort Tropidophis stejnegeri
- Soort Tropidophis stullae
- Soort Tropidophis taczanowskyi
- Soort Tropidophis wrighti
- Soort Tropidophis xanthogaster